# Ґарт Стайн
Гарт Стайн (англ. Garth Stein; нар. 6 грудня 1964, Лос-Анджелес, Каліфорнія, США) — американський письменник, кінопродюсер з Сіетла, штат Вашингтон. Відомий як автор роману «Мистецтво гонки під дощем», Стайн також є режисером документальних фільмів, драматургом, педагогом і аматорським гонщиком.

## Біографія
Гарт Стайн народився в Лос-Анджелесі 9 грудня 1964 року, дитинство провів в Сіетлі. Мати Стайна родом з Аляски має ірландське походження, батько — виходець з єврейської сім'ї, що емігрувала з Австралії до США.
У 1987 році Стайн здобув ступінь бакалавра в Колумбійському коледжі Колумбійського університету.

## Кар'єра
Стайн працював режисером, продюсером та / або письменником документальних фільмів, деякі з яких отримали нагороди. 1991 року він виступив у співавторстві з короткометражним фільмом «Оскар». Потім він виступив у співавторстві з фільмом «Остання партія», що коментує Національну конвенцію 1992 року про демократію. Стайн також випустив і сфокусував документальний фільм про хірургію головного мозку під назвою «Коли голова не є головою, це гайка».
Після фільмів Стайн взявся за творчість. Свого часу він викладав у школі мистецтв Такоми. Його опубліковані твори включають три книги і дві п'єси. Його перша п'єса (Брат Джонс), вийшла в Лос-Анджелесі, штат Каліфорнія в 2005 році. Гарт написав ще одну п'єсу (Ніхто не називає мене, 2010) для театрального відділу середньої школи в якій працював Стайн.
За третій роман, «Мистецтво гонки під дощем», Стайн здобув нагороду Північнозахідних книготорговців.
Роман розповідає історію Енцо, який вважає, що він буде перероджений як людина. У той час як його власник, водій гоночного автомобіля Денні Свіфт, вчить його про мистецтва перегонів, більшість ідей Енца і знання, в тому числі монгольської легенди про те, що собака, яка готується буде перероджена в наступному житті як людина — приходь від перегляду телебачення.
Стайн був натхненний писати книгу після перегляду документального фільму про Монголію, що називався «Собаки держави», і після того, як почув читання вірша Біллі Коллінза «Помста», сказаний з точки зору собаки.
Досвід перегонів та розуміння головного героя роману, Енцо, і його власника Денні базуються на власних гоночних автомобілях Стайна. Стайн переїхав з Нью-Йорка в Сіетл в 2001 році і став брати участь в «високій продуктивності водія освіти», отримав свою гоночну ліцензію від Спортивного клубу Америки (SCCA), виграв чемпіонат в Північно-західному регіоні у 2004 році, та залишив змагання після серйозного краху.

## Особисте життя
Стайн народився в Лос-Анджелесі, виріс у Сіетлі і, провівши 18 років у Нью-Йорку, повернувся в Сіетл, де живе зі своєю дружиною Андреа Перлбіндер Штейн, синами і собакою.

### Фільми
- Дата обіду (1991)
- Остання партія (1992)
- Коли голова не є головою, це гайка (1993)

### П'єси
- Брат Джонс (2005)
- Ніхто не називає мене (2010)

### Романи
- Ворон вкрав Місяць (2010)
- Як Еван зсушив голову та інші секрети (2005)
- Мистецтво гонок під дощем (2008)
- Раптове світло (2014)

### Дитячі романи
- Гонки в дощ: Моє життя, як у собаки (2011)

### Короткометражні фільми
- Дата обіду (1990)